# Gordon Gano
Gordon James Gano, född 7 juni 1963 i Milwaukee i Wisconsin, är en amerikansk musiker, sångare och gitarrist i rockbandet Violent Femmes. Han är även den som skriver nästan uteslutande all musik i bandet.
Gano släppte även sitt första soloalbum år 2002. Albumet har titeln Hitting the Ground och innehåller elva låtar.
Han medverkade även på Ornatos Violetas senaste album där han sjöng tillsammans med Manuel Cruz på låten "Capitão Romance". Låten är med på albumet O Monstro precisa de Amigos som släpptes 1993 och var det sista albumet innan gruppen splittrades. Låten sjöngs på portugisiska.

## Diskografi
Studioalbum med Violent Femmes
- Violent Femmes (1983)
- Hallowed Ground (1984)
- The Blind Leading the Naked (1986)
- 3 (1988)
- Why Do Birds Sing? (1991)
- New Times (1994)
- Rock!!!!! (1995)
- Freak Magnet (2000)
- We Can Do Anything (2016)

Solo (studioalbum)
- Hitting the Ground (2002)

Singel med Lost Bayou Ramblers
- "Bastille" (2011)